# Grundnessel
Die Grundnessel (Hydrilla verticillata) ist eine Wasserpflanzenart aus der Familie der Froschbissgewächse (Hydrocharitaceae). Sie ist die einzige Art der Gattung Hydrilla.

## Beschreibung
Hydrilla ist eine mehrjährige krautige Pflanze. Sie wächst submers (untergetaucht) in Süßwasser. Hier bildet sie dichte Bestände mit bis zu acht Meter langen Sprossachsen.
Die Blätter sind sechs bis 20 Millimeter lang und zwei bis vier Millimeter breit. Sie sind linealisch mit deutlicher Spitze sowie deutlich gezähntem Rand. Sie stehen quirlig zu vier bis acht an den Knoten (Nodien).
Diese Art mit getrenntgeschlechtigen Blüten kommt in zwei Formen vor, in einer einhäusigen (monözischen) und einer zweihäusigen (diözischen). In letzterer gibt es männliche und weibliche Pflanzen. Vor allem letztere sind in den USA verbreitet.
Die Chromosomenzahl der Art ist 2n = 16, seltener 24.

## Vorkommen
Die Grundnessel ist in Teilen Asiens, Afrikas und Australiens beheimatet. Ihr ursprüngliches Verbreitungsgebiet reicht von Osteuropa bis Asien, von Uganda bis zum nördlichen Sambia und umfasst auch Australien.  Sie ist besonders in küstennahen Bereichen der USA ein aggressiver Neophyt, welcher dort mit Herbiziden wie Fluridon bekämpft wird. Sie kann in den Gewässern, in denen sie sich ausgebreitet hat, in den oberen 50 Zentimetern das Sonnenlicht blockieren und sich damit negativ auf andere Lebewesen auswirken. Zur biologischen Kontrolle wurden Rüsselkäfer der Gattung Bagous diskutiert. Die gelegentlich mit Egeria-, Elodea- und Lagarosiphon (Scheinwasserpest)-Arten verwechselte Pflanze findet als Aquarienpflanze Verwendung.

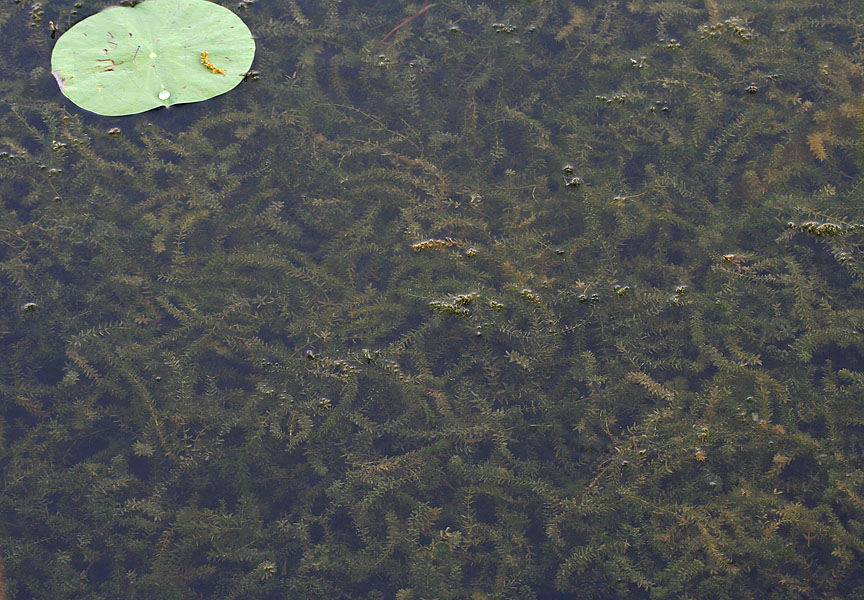
Wenn die Grundnessel invasiv ist, nehmen 50 % der Hydrilla verticillata-Biomasse typischerweise die ersten 50 cm der Wassersäule ein und blockieren einen Großteil des Sonnenlichts, das von anderen Pflanzen benötigt wird.

## Vermehrung
Die Vermehrung erfolgt vorwiegend vegetativ über Rhizome und Stolonen. Die Art vermehrt sich auch über Turionen und unterirdische Knollen. Diese Knollen können bis zu vier Jahre lang überdauern. Unter günstigen Bedingungen kann eine Knolle auf einem Quadratmeter bis zu 6000 neue Knollen hervorbringen. Die vegetative Vermehrung ist vor allem dort von Bedeutung, wo nur die weiblichen Pflanzen als Neophyten vorkommen.

## Photosynthese
Hydrilla verticillata ist eine fakultative C4-Pflanze. Im Gegensatz zum Großteil der C4-Pflanzen verfügt sie jedoch nicht über eine Kompartimentierung der Blätter in Mesophyll- und Bündelscheidenzellen. Das Mesophyll der Blätter ist aus zwei Schichten gleichartiger Zellen aufgebaut, die C4-Photosynthese kann vollständig innerhalb jeder einzelnen dieser Zellen ablaufen.

## Träger von Cyanobakterien
Grundnessel können Träger von Cyanobakterien sein, welche wiederum in Kombination mit anderen Faktoren für ein Tiersterben in verschiedenen Ländern verantwortlich waren.

## Wirtschaftliche Kosten
Die Grundnessel wird in einer Studie des Leibniz-Instituts für Gewässerökologie und Binnenfischerei (IGB) und des Institute for Global Food Security der irischen Queen’s University Belfast zu den Top-Ten der kostenintensivsten invasiven Wasserpflanzen gezählt. Weitere besonders hohe wirtschaftliche Kosten verursachende Arten sind in absteigender Reihenfolge die Dickstielige Wasserhyazinthe (Pontederia crassipes), der Blutweiderich (Lythrum salicaria), das Salzschilfgras (Sporobolus cynosuroides), das Alligatorkraut (Alternanthera philoxeroides), die Grünalgenart Caulerpa taxifolia, das Englische Schlickgras (Sporobolus alterniflorus), der Große Wassernebel (Hydrocotyle ranunculoides), die Kanadische Wasserpest (Elodea canadensis) und der Große Algenfarn (Azolla filiculoides). Insgesamt wurde der weltweite wirtschaftliche Schaden durch invasive Wasserpflanzen für den Zeitraum von 1975 bis 2020 auf mehr als 32 Milliarden US-Dollar summiert.